# Championnats d'Europe de patinage artistique 1955
Navigation
Édition précédente Édition suivante
Les championnats d'Europe de patinage artistique 1955 ont lieu du 27 au 30 janvier 1955 à la patinoire extérieure du parc Városliget de Budapest en Hongrie.

## Qualifications
Les patineurs sont éligibles à l'épreuve s'ils représentent une nation européenne membre de l'Union internationale de patinage (International Skating Union en anglais). Les fédérations nationales sélectionnent leurs patineurs en fonction de leurs propres critères.
L'Union internationale de patinage autorise chaque pays à avoir de une à quatre inscriptions par discipline. 

## Podiums
| Épreuves                            | Or                             | Argent                           | Bronze                             |
| ----------------------------------- | ------------------------------ | -------------------------------- | ---------------------------------- |
| Messieurs résultats détaillés       | Alain Giletti                  | Michael Booker                   | Karol Divín                        |
| Dames résultats détaillés           | Hanna Eigel                    | Yvonne Sugden                    | Erica Batchelor                    |
| Couples résultats détaillés         | Marianna Nagy / László Nagy    | Věra Suchánková / Zdeněk Doležal | Marika Kilius / Franz Ningel       |
| Danse sur glace résultats détaillés | Jean Westwood / Lawrence Demmy | Pamela Weight / Paul Thomas      | Barbara Radford / Raymond Lockwood |

## Tableau des médailles
| Rang  | Nation               | Or | Argent | Bronze | Total |
| ----- | -------------------- | -- | ------ | ------ | ----- |
| 1     | Royaume-Uni          | 1  | 3      | 2      | 6     |
| 2     | Autriche             | 1  | 0      | 0      | 1     |
| 2     | France               | 1  | 0      | 0      | 1     |
| 2     | Hongrie              | 1  | 0      | 0      | 1     |
| 5     | Tchécoslovaquie      | 0  | 1      | 1      | 2     |
| 6     | Allemagne de l'Ouest | 0  | 0      | 1      | 1     |
| Total | Total                | 4  | 4      | 4      | 12    |

## Détails des compétitions

### Messieurs
| Rang | Nom                   | Nation               | Places | Points | Fig. impo. | Prog. libre |
| ---- | --------------------- | -------------------- | ------ | ------ | ---------- | ----------- |
| 1    | Alain Giletti         | France               |        |        |            |             |
| 2    | Michael Booker        | Royaume-Uni          |        |        |            |             |
| 3    | Karol Divín           | Tchécoslovaquie      |        |        |            |             |
| 4    | Norbert Felsinger     | Autriche             |        |        |            |             |
| 5    | Alain Calmat          | France               |        |        |            |             |
| 6    | István Szenes         | Hongrie              |        |        |            |             |
| 7    | Tilo Gutzeit          | Allemagne de l'Ouest |        |        |            |             |
| 8    | Hans Müller           | Suisse               |        |        |            |             |
| 9    | György Czakó          | Hongrie              |        |        |            |             |
| 10   | Manfred Schnelldorfer | Allemagne de l'Ouest |        |        |            |             |
| 11   | Ivan Mauer            | Tchécoslovaquie      |        |        |            |             |
| 12   | Miroslav Kutina       | Tchécoslovaquie      |        |        |            |             |
| 13   | Emanuel Koczyba       | Pologne              |        |        |            |             |
| 14   | Leon Osadnyk          | Pologne              |        |        |            |             |

### Dames
| Rang | Nom                 | Nation               | Places | Points | Fig. impo. | Prog. libre |
| ---- | ------------------- | -------------------- | ------ | ------ | ---------- | ----------- |
| 1    | Hanna Eigel         | Autriche             |        |        |            |             |
| 2    | Yvonne Sugden       | Royaume-Uni          |        |        |            |             |
| 3    | Erica Batchelor     | Royaume-Uni          |        |        |            |             |
| 4    | Rosi Pettinger      | Allemagne de l'Ouest |        |        |            |             |
| 5    | Hanna Walter        | Autriche             |        |        |            |             |
| 6    | Maryvonne Huet      | France               |        |        |            |             |
| 7    | Fiorella Negro      | Italie               |        |        |            |             |
| 8    | Miroslava Nachodska | Tchécoslovaquie      |        |        |            |             |
| 9    | Erika Rücker        | Allemagne de l'Ouest |        |        |            |             |
| 10   | Dagmar Lerchová     | Tchécoslovaquie      |        |        |            |             |
| 11   | Alice Fischer       | Suisse               |        |        |            |             |
| 12   | Michèle Allard      | France               |        |        |            |             |
| 13   | Ilse Musyl          | Autriche             |        |        |            |             |
| 14   | Christianne Moreux  | France               |        |        |            |             |
| 15   | Eszter Jurek        | Hongrie              |        |        |            |             |
| 16   | Manuela Angeli      | Italie               |        |        |            |             |
| 17   | Gilberte Naboudet   | France               |        |        |            |             |
| 18   | Miloslava Tumová    | Tchécoslovaquie      |        |        |            |             |
| 19   | Luisella Gaspari    | Italie               |        |        |            |             |
| 20   | Milena Kladrubska   | Tchécoslovaquie      |        |        |            |             |
| 21   | Hedvig Palinkas     | Hongrie              |        |        |            |             |
| 22   | Barbara Jankowska   | Pologne              |        |        |            |             |

### Couples
| Rang | Nom                                      | Nation               | Places | Points |
| ---- | ---------------------------------------- | -------------------- | ------ | ------ |
| 1    | Marianna Nagy / László Nagy              | Hongrie              |        |        |
| 2    | Věra Suchánková / Zdeněk Doležal         | Tchécoslovaquie      |        |        |
| 3    | Marika Kilius / Franz Ningel             | Allemagne de l'Ouest |        |        |
| 4    | Liesl Ellend / Konrad Lienert            | Autriche             |        |        |
| 5    | Alice Zettel / Klaus Loichinger          | Allemagne de l'Ouest |        |        |
| 6    | Vivien Higson / Robert Hudson            | Royaume-Uni          |        |        |
| 7    | Soňa Balunová-Buriánová / Miloslav Balun | Tchécoslovaquie      |        |        |
| 8    | Eva Szőllősy / Gabor Vida                | Hongrie              |        |        |
| 9    | Anna Bursche Lindner / Leon Osadnyk      | Royaume-Uni          |        |        |

### Danse sur glace
| Rang | Nom                                | Nation               | Places | Points | Danses imposées | Danse libre |
| ---- | ---------------------------------- | -------------------- | ------ | ------ | --------------- | ----------- |
| 1    | Jean Westwood / Lawrence Demmy     | Royaume-Uni          |        |        |                 |             |
| 2    | Pamela Weight / Paul Thomas        | Royaume-Uni          |        |        |                 |             |
| 3    | Barbara Radford / Raymond Lockwood | Royaume-Uni          |        |        |                 |             |
| 4    | Fanny Besson / Jean-Paul Guhel     | France               |        |        |                 |             |
| 5    | Sigrid Knake / Günther Koch        | Allemagne de l'Ouest |        |        |                 |             |
| 6    | Bona Giammona / Giancarlo Sioli    | Italie               |        |        |                 |             |
| 7    | Lucia Fischer / Rudolf Zorn        | Autriche             |        |        |                 |             |
| 8    | Edith Peikert / Hans Kutschera     | Autriche             |        |        |                 |             |
| 9    | Rozsa Madarász / Gyula Madarász    | Hongrie              |        |        |                 |             |
| 10   | Catherina Odink / Jacobus Odink    | Pays-Bas             |        |        |                 |             |
| 11   | Edit Parádi / Josef Parádi         | Hongrie              |        |        |                 |             |
| 12   | Luise Lehner / Georg Lenitz        | Autriche             |        |        |                 |             |
| 13   | Aranka Tóth / Endre Tóth           | Hongrie              |        |        |                 |             |
| 14   | Maria Goth / Willy Wernz           | Allemagne de l'Ouest |        |        |                 |             |